# Ciklizin
A ciklizin vertigo és a belső fület ill. az egyensúly-érzékelést érintő betegségek elleni szer. Leggyakrabban tengeribetegség ellen írják fel.
Hisztamin H1-antagonista(en) antimuszkarin(en) hatással. A működésmódja nem tisztázott. Feltételezik, hogy az agynak azon a területein gátolja a hisztaminreceptorokat, amelyek a hányingerérzet kiváltásáért felelősek.
Dipipanon(en)nal kombinációban erős fájdalomcsillapítóként alkalmazzák. A ciklizin szerepe ez esetben a dipipanon okozta hányinger csökkentése.

## Mellékhatások, ellenjavallatok
Mellékhatások: álmosság, homályos látás, fejfájás, száj-, torok-, orrszárazság, székrekedés, bőrkiütés, nyugtalanság, vizelési nehézségek.
A szer szedése befolyásolhatja az autóvezetési képességet. Az alkohol súlyosbíthatja a szer okozta álmosságot és homályos látást.
A szer erősítheti az álmosságot előidéző szerek hatását. Ilyen pl. az alkohol, antidepresszánsok és szorongásgátlók, más antihisztaminok, álmatlanság ellen szedett nyugtatók, izomlazítók.
A ciklizin ellenjavallt újszülötteknek, valamint súlyos májbetegség esetén. Vesebetegeknél az adag csökkentésére lehet szükség.

## Adagolás
50 mg (6–12-éves gyermekeknek 25 mg) az utazás megkezdése előtt fél órával, majd szükség szerint 4–6-óránként, egy teljes pohár vízzel bevéve. A napi maximálisan beszedhető mennyiség 200 mg.
Különböző formában kerül forgalomba: tabletta, kapszula, szirup, injekciós oldat. Az injekció adható vénába és izomba.
Az emésztőrendszerből felszívódva két óra múlva kezd hatni, és kb. négy órán át tart a hatása. A máj bontja el viszonylag inaktív komponensekre.

## Készítmények[4]
Ciklizin:
- Emoquil
- Marazine
- Nautazine
- Ne-Devomit
- Neo-Devomit
- Reis-Fit
- Wellcome
- Wellcome Preparation 47-83

Hidroklorid formában:
- Aculoid
- Covamet
- Echnatol
- Emitex
- Fortravel
- Happy-Trip
- Medazine
- Nauzine
- Norizine
- Ryccard
- Triazine
- Valoid

Laktát formában:
- Marezine
- Marzine

Kombinációban:
- Cyclimorph
- Femigraine
- Igril
- Migril
- Ercycof
- Megral
- Migral
- Migwell
- Vertipam
- Diconal
- Wellconal
- Migrane-Kranit Spezial N
- Echnatol B6

Magyarországon nincs forgalomban ciklizin-tartalmú készítmény.